# (3515) Jindra
(3515) Jindra est un astéroïde de la ceinture principale.

## Description
(3515) Jindra est un astéroïde de la ceinture principale. Il fut découvert le 16 octobre 1982 à l'Observatoire Kleť par Zdeňka Vávrová. Il présente une orbite caractérisée par un demi-grand axe de 2,85 UA, une excentricité de 0,01 et une inclinaison de 1,4° par rapport à l'écliptique.

## Compléments